# Estrela do Sul
Estrela do Sul là một đô thị thuộc bang Minas Gerais, Brasil. Đô thị này có diện tích 820,334 km², dân số năm 2007 là 7136 người, mật độ 8,1 người/km².